# Novákfalvi Művésztelep
A Vas vármegyei Velem község határában lévő "Novákfalva Történelmi Üdülőfalu" ad otthont 2011 óta a Novákfalvi Művésztelepnek. Konkrét irányvonala nincsen, minden részt vevő alkotó művész végzi a saját munkáját. Májusi és szeptemberi kurzusán körülbelül 15 alkotó szokott dolgozni. A tábor jelenlegi vezetője Végh Lajos és Menyhárt Tamás "Menyus". Az elképzelések szerint kortárs összművészeti fesztiválként fog működni a tábor, ahol a képzőművészet mellett a zene és a performansz is megjelenik.

## Tagjai
- Bazán Vladimír
- Debreceni Zoltán
- Éles Bulcsú
- Menyhárt Tamás "Menyus"
- Novák Tamás
- Papp Norbert
- Révész Ákos
- Sitku Gabriella
- Somogyvári Andrea
- Városi Gabriella
- Végh Lajos

## További résztvevők
- Bojtor Verabella
- Diák Mónika Viktóra "Sydney"
- ef Zámbó István
- Győrfi András
- Kettős Tamás
- Kovács Péter
- Kőrös Sára
- Malasits Zsolt
- Merczel Péter
- Nagy Miklós Zoltán
- Noll Dorottya
- Sípos Ágnes "Áfonya"
- Szolnoki Rita Borzoj
- Szőke Péter Jakab
- Verebélyi Diána